# Damian Vaughn
Damian Medeiros da Silva Vaughn (Anchorage, 14 de junho de 1975) é um ex-jogador brasileiro de futebol americano nascido nos Estados Unidos.

## Biografia
Damian nasceu nos Estados Unidos, sendo portador de dupla nacionalidade (brasileira e norte-americana). É filho de pai estadunidense e mãe brasileira. Quando tinha seis meses de idade, sua família mudou-se para Divinópolis, em Minas Gerais, a cidade natal de sua mãe, e onde viveu até os cinco anos de idade, quando então voltou aos Estados Unidos.
Jogou na liga entre 1998 e 2002 quando, por conta de uma lesão no tendão de Aquiles, teve sua carreira encerrada.
Vaughn foi um dos maiores incentivadores do futebol americano no Brasil, incluindo-se aí uma viagem ao Brasil com Tony Gonzalez, em 2003.
Após o término de sua carreira no futebol, Vaughn permaneceu ativo no mundo dos esportes, fundando o Vaughn Center, em Scottsdale, no Arizona no qual oferece cursos de meditação e treino de liderança para atletas.